# Casa Salomon
La Casa Salomon és un edifici al carrer de la Puríssima, 41 d'Ulldecona (Montsià) inclòs en l'Inventari del Patrimoni Arquitectònic de Catalunya. Constitueix un exemple de casa benestant sense decoració exterior que manté la distribució interior tradicional, amb mobiliari i altres elements de l'època en què es va construir.
És un edifici cantoner que consta de planta i dos pisos. La façana, de composició simètrica en el seu origen, és arrebossada, exempta de decoracions. La planta baixa de l'edifici es perllonga cap a la cantonada amb un cos amb terrassa i porta d'accés. A la primera planta hi ha tres balcons i tres finestres a la segona planta regularment disposats. Encara que algunes de les obertures de la planta baixa han estat modificades, les dues portes d'accés, la d'entrada a la casa i la del volum de la planta baixa, tenen llinda i brancals de pedra.